# 元応煕
元応熙（元應熙　ウォン・ウンヒ、1939年 - 2004年5月15日）は、北朝鮮の政治家、軍人、人民武力省保衛司令部司令官、朝鮮人民軍大将、党中央委員。

## 経歴
1983年、人民軍少将となった。 その5年後、党中央委員候補。 1990年の最高人民会議選挙で初めて代議員に選出され、空軍司令部の政治委員、中将に昇進した。 翌年、大将と党中央委員会中央委員会委員に昇進した。 1992年、軍保衛司令部司令官に任命された。 この際、北朝鮮クーデター陰謀事件が起こり、その調査を行う。1994年7月、大将に昇進し、金日成国家葬儀委員会委員に就任。
1996年、金正日政権を打倒しようとする第6軍のクーデター事件（第6軍団事件）が勃発し、その反乱を鎮圧することに成功した一方、金正日からは冷遇された。1998年の最高人民会議で再選に成功したが、2003年に引退。2004年5月15日に肝臓がんにて死去した。